# Volkers (Schmalkalden)
Volkers ist ein Ortsteil der Stadt Schmalkalden im Landkreis Schmalkalden-Meiningen in Thüringen.

## Lage
Volkers liegt südwestlich der Kernstadt im bergigen Gelände wald- und grünlandreich. Über Ortsverbindungsstraßen erreichen die Bewohner und Gäste die Landesstraße 1026. Die langgestreckte Siedlung liegt in einem tief eingeschnittenen Tal des Buntsandsteins. Zwischen den Ortsteilen Aue und Haindorf mündet das Tal in das Schmalkaldetal.

## Geschichte
Im Jahre 1057 wurde das Dorf erstmals urkundlich registriert. Auch dieses Dorf unterlag laufend veränderten politischen Verhältnissen.
Volkers war zunächst vom Grafen von Henneberg an Wetzel von Stein verpfändet gewesen und Wolfram Schrimpf gelobte 1320, die Ablösung der Pfandsumme zu übernehmen. Daraufhin erhielt Wolfram Schrimpf 1323 diese Hälfte des Dorfes von dem Herrn von Frankenstein als Lehen. Dieser verkaufte Volkers 1325 an die Grafen von Henneberg.
Volkers war 1585 bereits nach Schmalkalden eingepfarrt und gehörte 1619 zum hessischen Amt Schmalkalden. 1807 zum Kanton und zum Friedensgerichtsbezirk Schmalkalden gehörend, kam Volkers 1813 wieder zum Amt Schmalkalden. Ab 1821 war der Ort der Kreisverwaltung und dem Landgerichtsbezirk Schmalkalden unterstellt.
Das Anwachsen der Bevölkerung von 62 Einwohnern im Jahr 1883 auf 152 im Jahr 1957 zeigt die stabile wirtschaftliche Lage im Dorf. 1961 wurde Volkers in die Stadt Schmalkalden eingemeindet. 2012 wohnen 147 Personen im Ortsteil.